# David Margulies
David Joseph Margulies (* 19. Februar 1937 in New York City; † 11. Januar 2016 ebenda) war ein US-amerikanischer Schauspieler.

## Leben
Der in Brooklyn geborene Margulies absolvierte ein Studium am City College of New York. Im Jahr 1958 war er erstmals Off-Broadway zu sehen, 1972 spielte er in seinem Filmdebüt Scarecrow in the Garden of Cucumbers, einem Low-Budget aber erfolglosen B-Movie Musical, den Schauspiellehrer Walter Mitty (ein Darstellername, der dem Film Das Doppelleben des Herrn Mitty mit Danny Kaye entlehnt wurde), ab 1973 trat er in verschiedenen Broadway-Produktionen auf.
Er ist wohl am bekanntesten durch seine Darstellung des Bürgermeisters in Ghostbusters – Die Geisterjäger (1984) und Ghostbusters II (1989). Insgesamt war er in rund 80 Film- und Fernsehproduktionen zu sehen.
Margulies war verheiratet und hatte einen Sohn.

## Filmografie (Auswahl)
- 1976: Der Strohmann (The Front)
- 1977: Kojak – Einsatz in Manhattan (Fernsehserie, eine Folge)
- 1979: Tödliche Umarmung (Last Embrace)
- 1979: Hinter dem Rampenlicht (All That Jazz)
- 1980: Dressed to Kill
- 1980: Times Square – Ihr könnt uns alle mal (Times Square)
- 1984: Ghostbusters – Die Geisterjäger (Ghostbusters)
- 1986: 9½ Wochen (Nine 1/2 Weeks)
- 1987: Ishtar
- 1988: Die Flucht ins Ungewisse
- 1989: Ghostbusters II
- 1990: Kein Baby an Bord (Funny About Love)
- 1991–2004: Law & Order (Fernsehserie, vier Folgen)
- 1992: Sanfte Augen lügen nicht (A Stranger Among Us)
- 1994: Ace Ventura – Ein tierischer Detektiv (Ace Ventura: Pet Detective)
- 1996: New York Cops – NYPD Blue (Fernsehserie, eine Folge)
- 1998: Celebrity – Schön. Reich. Berühmt. (Celebrity)
- 2000–2007: Die Sopranos (The Sopranos, Fernsehserie, sieben Folgen)
- 2010: All Beauty Must Die (All Good Things)
- 2012: Good Wife (The Good Wife, Fernsehserie, Folge 4x4)
- 2014: A Most Violent Year

## Synchronstimmen
In Ghostbusters – Die Geisterjäger wurde er von Hermann Ebeling und in Ghostbusters II von Hans Teuscher synchronisiert.